# Trümmerberg Düren
Der Trümmerberg Düren ist ein künstlicher Berg in Düren, Nordrhein-Westfalen, an der Nideggener Straße, direkt am Burgauer Wald vor dem Stadtteil Krauthausen. Neben dem Trümmerberg stehen östlich das denkmalgeschützte Gut Weyern und nördlich das Berufsförderungswerk Düren. Im Bereich des Berges befindet sich ein Schießstand der Kentucky Muzzle Loaders, einem Vorderladerschießclub.
Die Innenstadt von Düren wurde bei einem gewaltigen Luftangriff am 16. November 1944 fast völlig zerstört. Geplant war, die Stadt südlich neu aufzubauen. Diese Planung wurde jedoch verworfen und man begann mit der Entschuttung der Stadt.
Von den Menschen, meistens Zwangsarbeitern, mussten die Trümmer beseitigt werden, Fahrspuren und Gehwege freigemacht werden. Nach der Besetzung der Stadt durch die Amerikaner am 25. Februar 1945 setzten diese schwere Bulldozer ein, um der Trümmermassen Herr zu werden. Im Januar 1946 schloss die Stadt mit einer Birkesdorfer Firma einen Vertrag zur Abfuhr des Schutts. Direkt gegenüber dem heutigen Trümmerberg stand früher die Straßenmeisterei Düren, heute steht dort der Supermarkt Aldi.
Da die Trümmerbeseitigung durch eine einzige örtliche Firma zu langwierig war, beschlagnahmte die Stadt im April 1946 den Schutt und beauftragte die Firma Milke aus Soest mit der Entschuttung. Am 10. August 1947 nahm die Firma eine Trümmer-Sortieranlage am Jesuitenhof in Betrieb. Dort wurden täglich 300 bis 400 Kubikmeter Schutt für die Wiederverwendung gesammelt. Die Marienkirche ist zu großen Teilen aus wieder aufbereitetem Schutt gebaut worden. Nicht mehr verwendbare Ziegelsteine wurden gebrochen und z. B. zur Befestigung von Gehwegen, als Steine im Beton etc. eingesetzt.
Das Unternehmen setzte rund 150 Loren ein. Der damalige Oberbürgermeister Richard Bollig ging davon aus, dass in fünf Jahren etwa 560.000 Kubikmeter Schutt geräumt würden. Es war letztlich eine Million Kubikmeter Schutt. Einmal im Monat mussten Männer zwischen 17 und 60 Jahren bei der Entschuttung mitarbeiten. Sie wurden mit Lebensmitteln bezahlt. So wuchs der Trümmerberg stetig an.
Hunderte von Lastwagen aus den umliegenden Städten, aus Aachen, Köln, Wuppertal, Bonn und Euskirchen exportierten täglich über 50 % des Materials der Dürener Trümmerverwertung nach auswärts. Mehrere Waggons mit Schrott wurden in viele Länder, sogar nach Pakistan, geliefert. Der Schutt wurde in verschiedensten Baustoffen wiederverwertet.
Die Feldbahn zum Trümmerberg wurde im April 1950 abgebaut. In den 2000er Jahren planten Investoren einen Freizeitpark auf dem Berg. Diese Idee wurde schnell verworfen.